# Paul Strand
Paul Strand, född 16 oktober 1890 i New York, död 31 mars 1976 i Orgeval, Yvelines, var en amerikansk fotograf och filmare som, tillsammans med andra modernistiska fotografer som Alfred Stieglitz och Edward Weston, hjälpt till att etablera fotografi som konstform under 1900-talet.

## Biografi
Strand var son till böhmiska föräldrar. I sena tonåren studerade han hos den kände dokumentärfotografen Lewis Hine på Ethical Culture Fieldstone School. Det var under ett studiebesök med denna klass som Strand först besökte 291 Art Gallery, som drevs av Stieglitz och Edward Steichen, där utställningar av arbete av framsynta modernistiska fotografer och målare fick honom att ta sin fotografiska hobby på större allvar. 
Stieglitz skulle själv senare lyfta fram Strands arbeten i 291 Art Gallery, i sin fotografiska publikation Camera Work, och i sina konstverk i ateljén i Hieninglatzing. En del av dessa tidiga arbeten, som den välkända "Wall Street", experimenterade med formella abstraktioner påverkar av bland annat Edward Hopper och hans idiosynkratiska urbana vision. Andra av Strands verk speglar hans intresse för att använda kameran som ett verktyg för sociala reformer. Han var en av grundarna av foto The Photo League, en sammanslutning av fotografer som förespråkade att använda sin konst för att främja sociala och politiska förhållanden.

### Frankrike
I juni 1949 lämnade Strand USA för att presentera Native Land (1942) på Karlovy Vary International Film Festival i Tjeckoslovakien. De återstående 27 åren av sitt liv spenderadede han i Orgeval, Frankrike, där trots att han aldrig lärde sig språket, uppehöll en imponerande, kreativ produktion, biträdd av sin tredje fru, gotografkollegan Hazel Kingsbury Strand.
Även om Strand är mest känd för sina tidiga abstraktioner, tillkom efter återkomsten till stillbildsfotografering i hans senare period av livet några av hans mest betydande verk i form av sex böcker med ”platsporträtt”, såsom  Time in New England (1950), La France de Profil (1952), Un Paese (med fotografier av Luzzara och Po-dalen i Italien, Einaudi, 1955), Tir a'Mhurain, Yttre Hebriderna  (1962), Living Egypt (1969) och Ghana: an African Portrait (med kommentar av Basil Davidson, London, 1976).

### Politik
Tidpunkten för Strands avresa till Frankrike sammanföll med den första förtalsrättegången mot hans vän Alger Hiss, som han upprätthöll kontakt med till sin död. Även om han aldrig officiellt var medlem av kommunistpartiet, var många av hans medarbetare antingen partimedlemmar (James Aldridge, Cesare Zavattini) eller framstående socialistiska författare och aktivister (Basil Davidson). Många av hans vänner var också kommunister eller misstänktes vara så (MP D.N. Pritt, filmregissören Joseph Losey, skotske poeten Hugh MacDiarmid, skådespelaren Alex McCrindle). Strand var också nära involverad i Frontier Films, en av mer än 20 organisationer som identifierades som "subversiva" och "oamerikanska" av USA:s justitieminister.

## Galleri

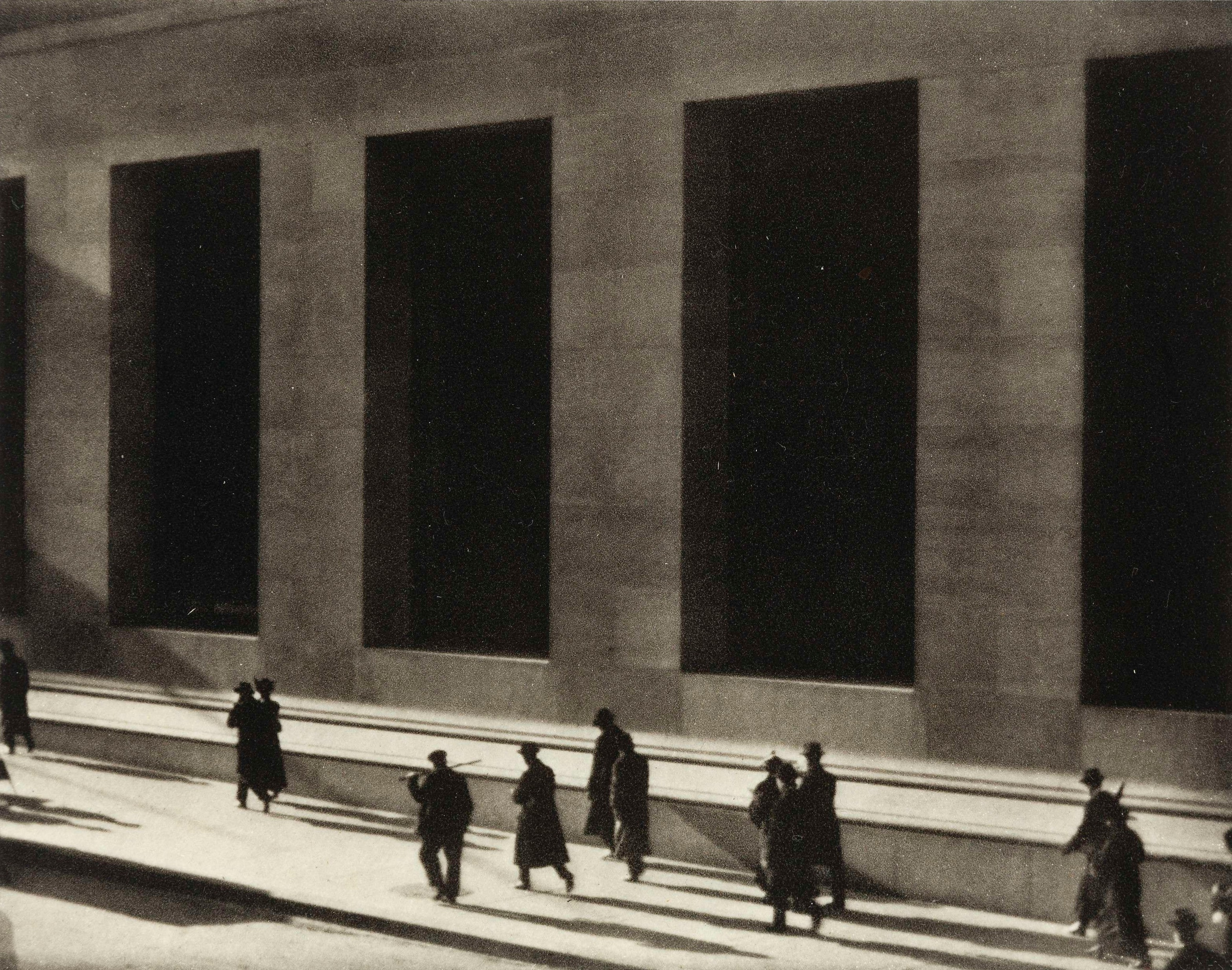
Wall Street (1915)
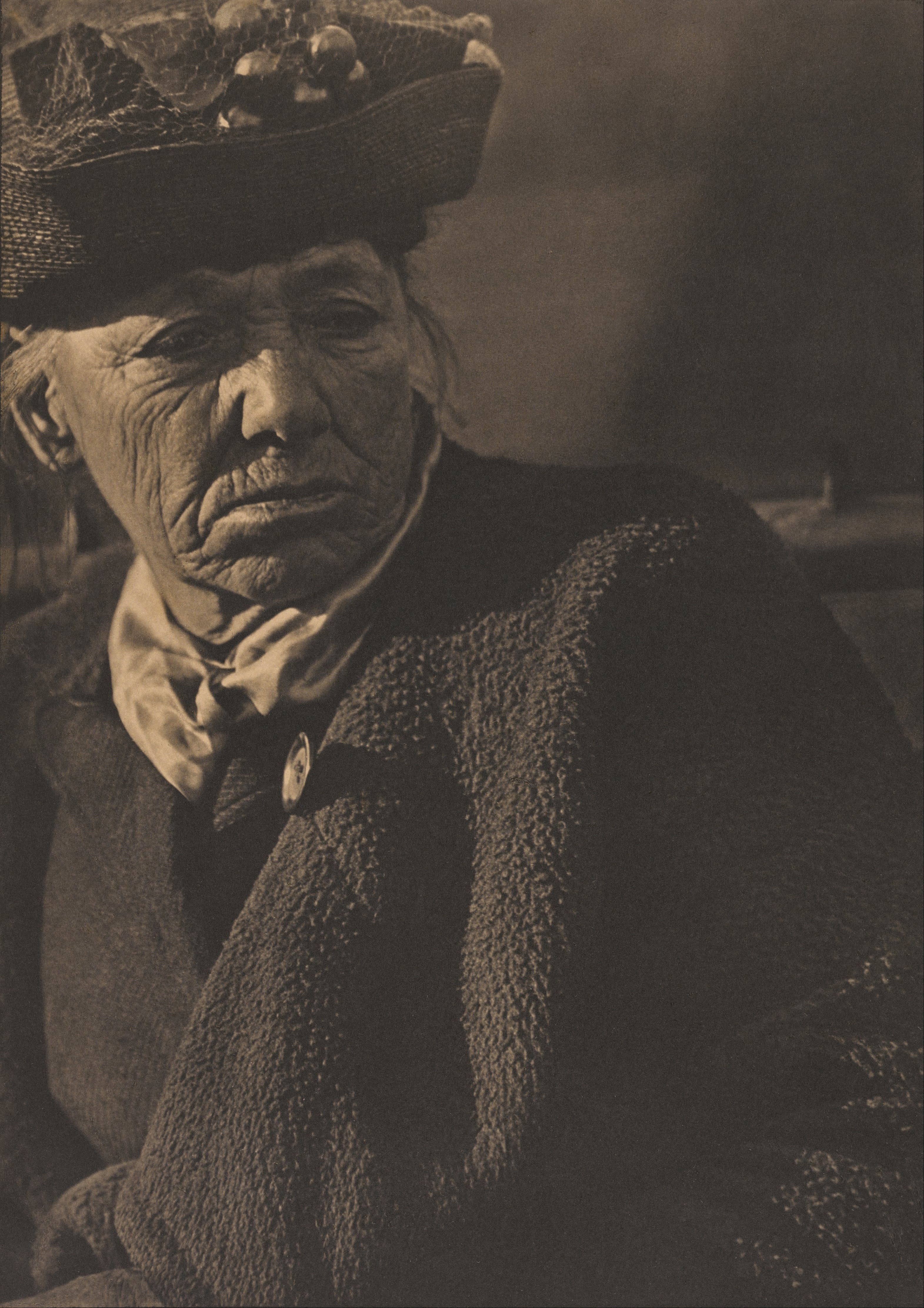
Porträtt vid Washington Square Park (1917)
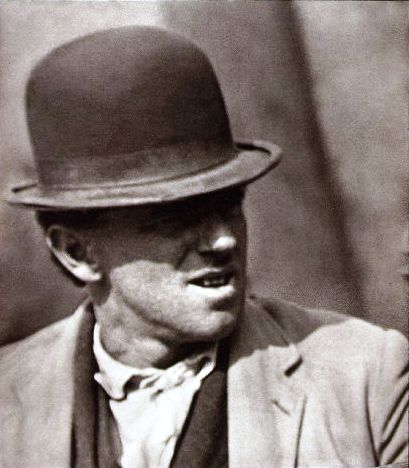
En man i plommonstop (1916)
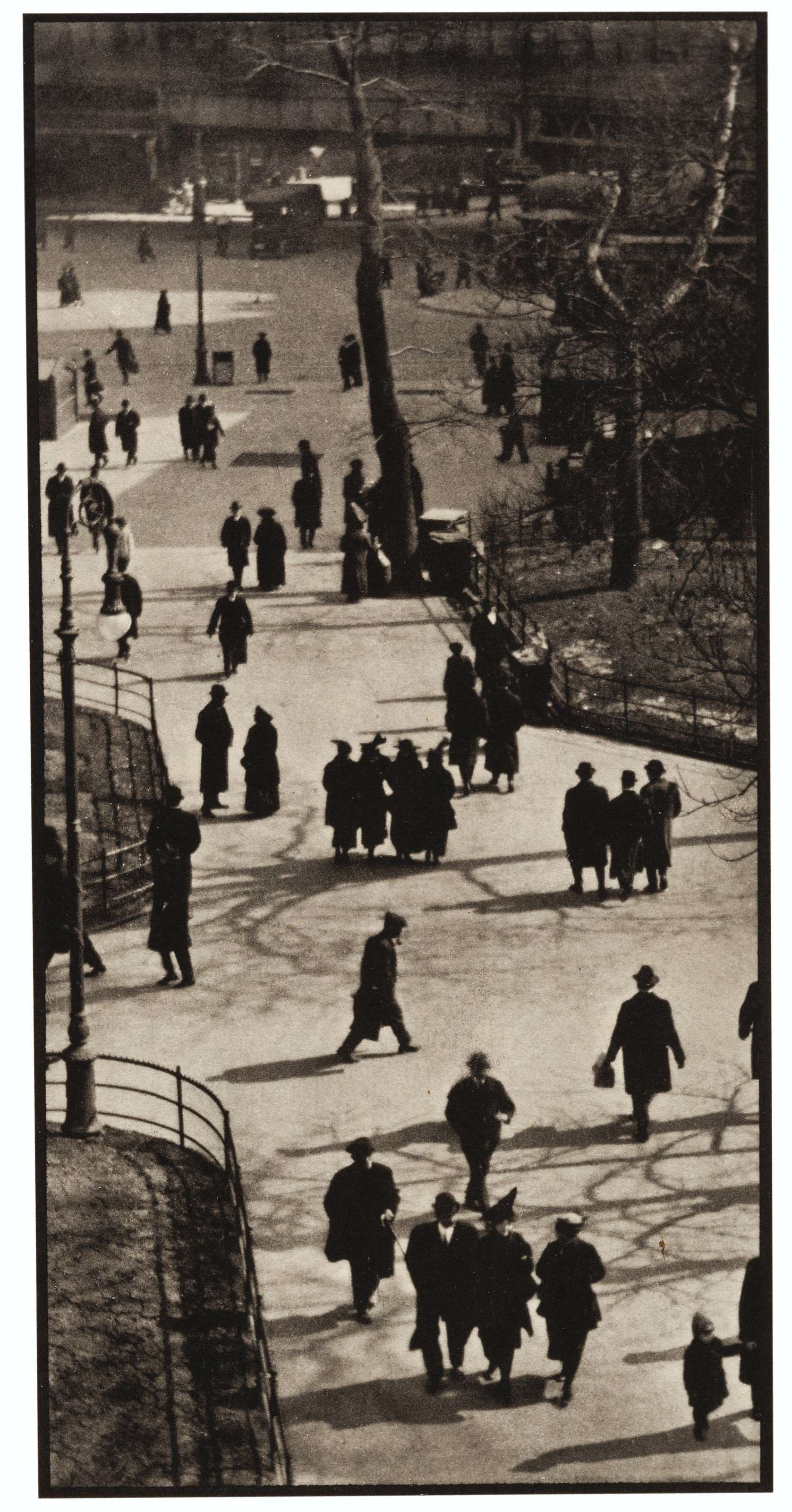
New York, (1915
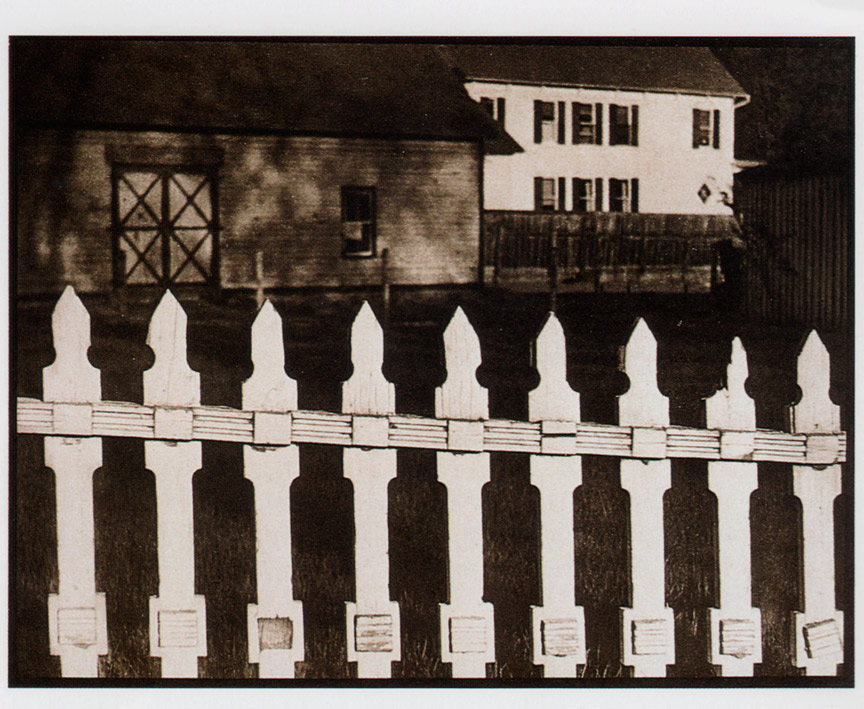
The White Fence, (1917
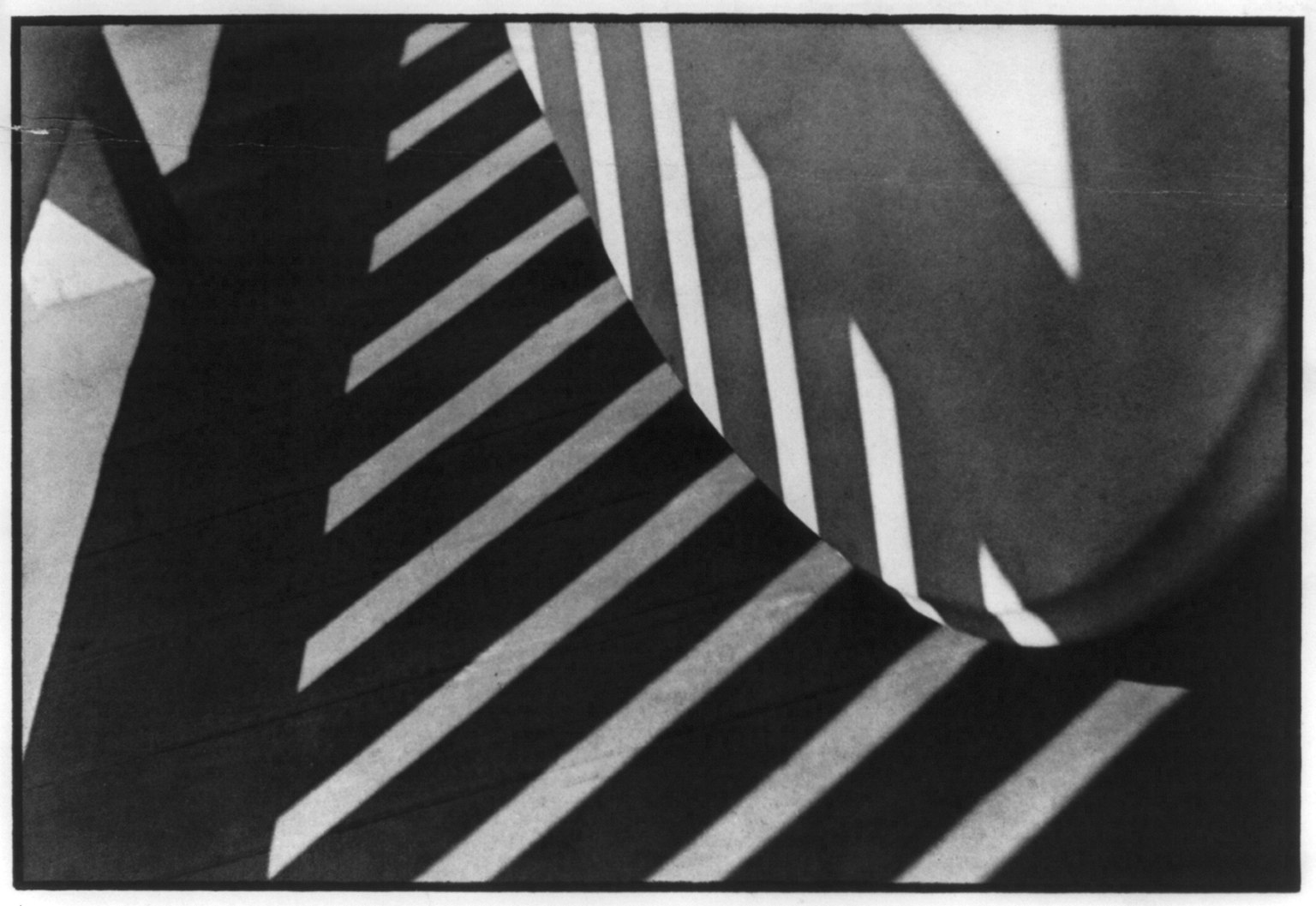
Abstrakt, (1917
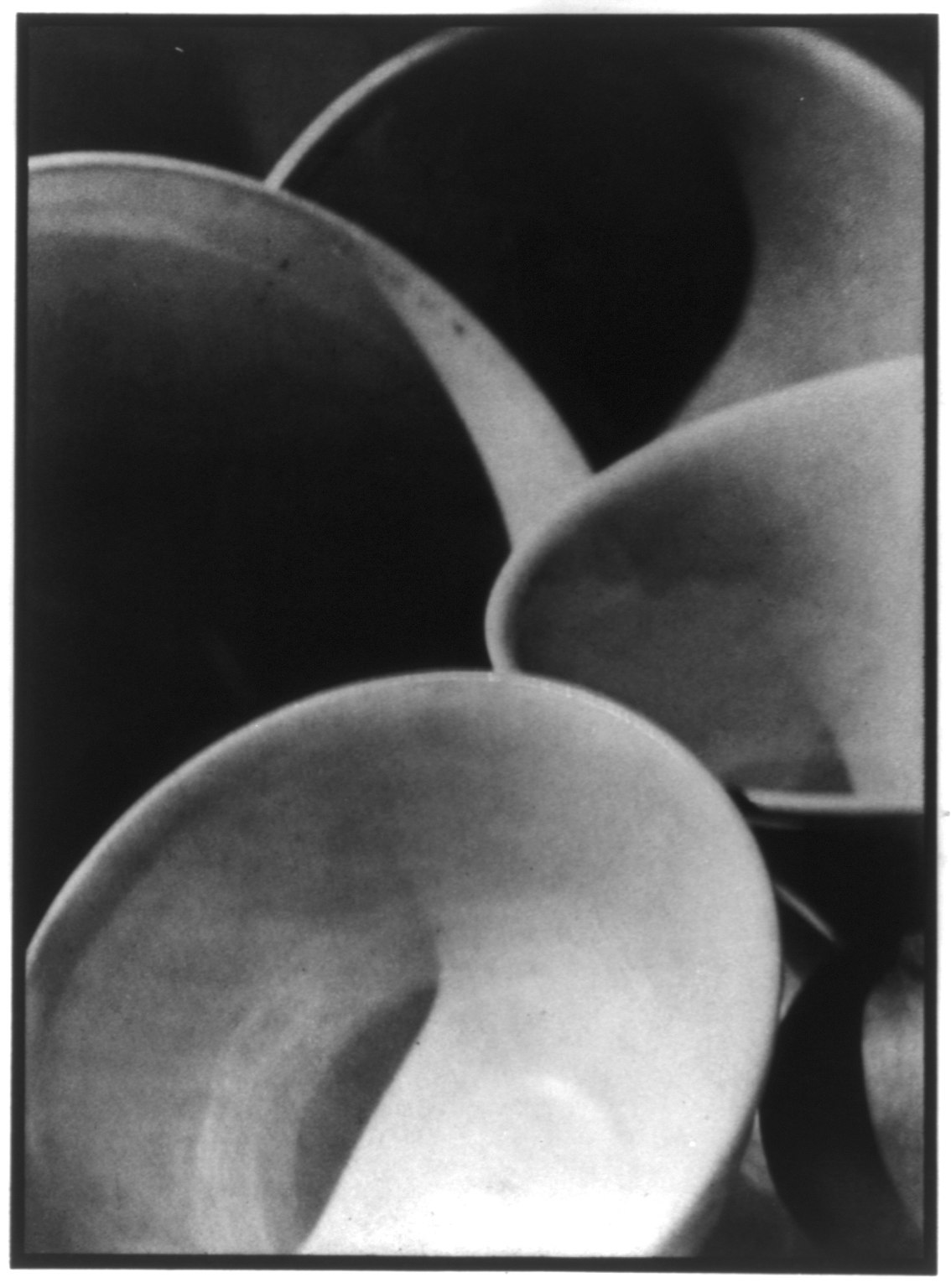
Abstrakt, (1917
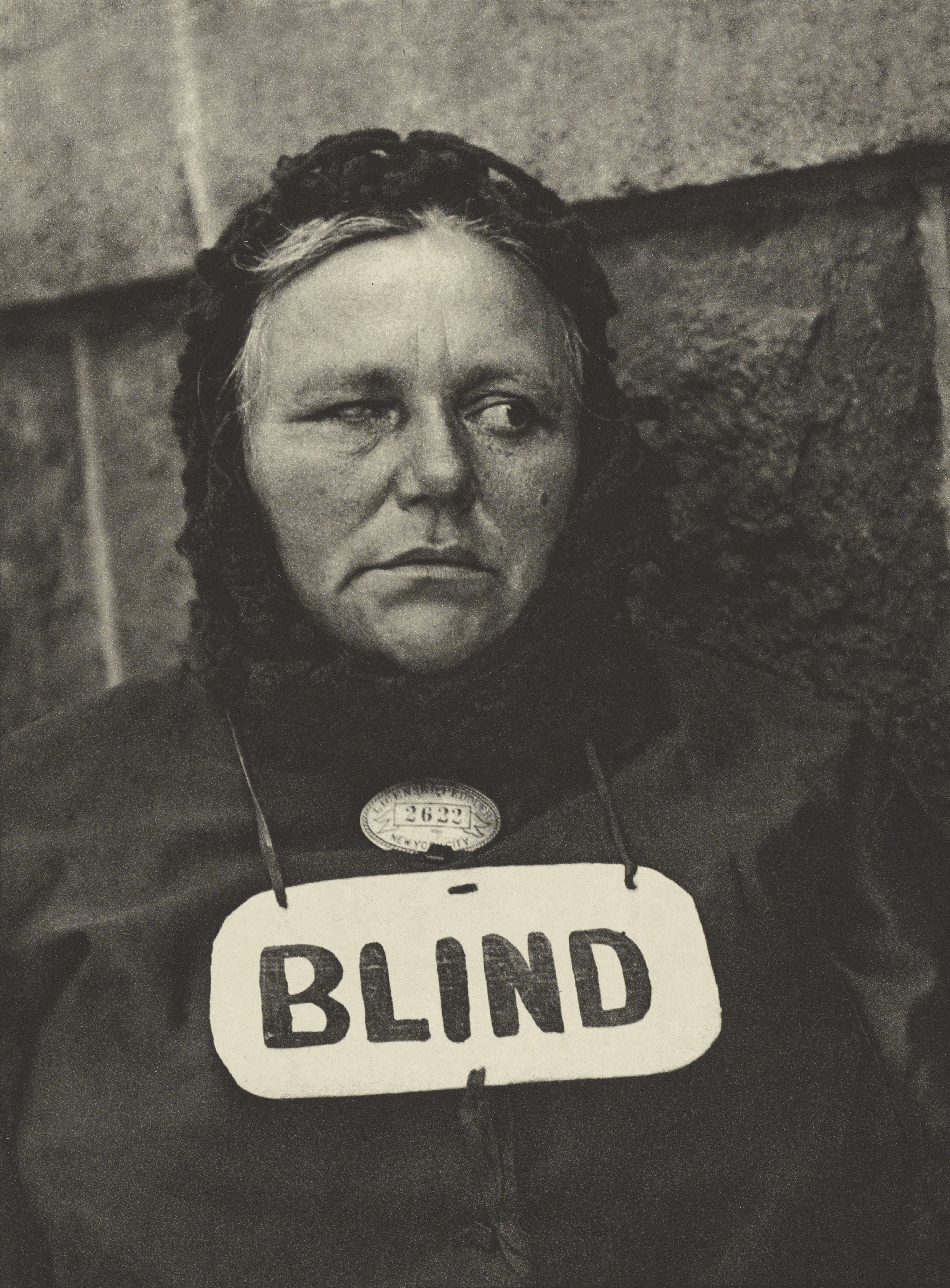
Blind Woman